# Kmochův ostrov
Kmochův ostrov je větší (plocha 57 798 m²) ze dvou kolínských labských ostrovů. Nese jméno hudebního skladatele a kapelníka Františka Kmocha a je přístupný z obou břehů Labe přes lávky pro pěší a cyklisty. Celou plochu ostrova zaujímá park. Ostrov je využíván k rekreaci a pořádání různých kulturních akcí. Nachází se na něm amfiteátr dokončený v roce 2008, dětské hřiště, přístaviště výletní lodi a devítijamkové discgolfové hřiště.
Na východním cípu ostrova se nachází rozhledna Maják, která byla postavena v roce 2015. Má výšku 4 metry nad zemí. Z rozhledny je omezený výhled na řeku Labe, Masarykův most a městskou část Zálabí.

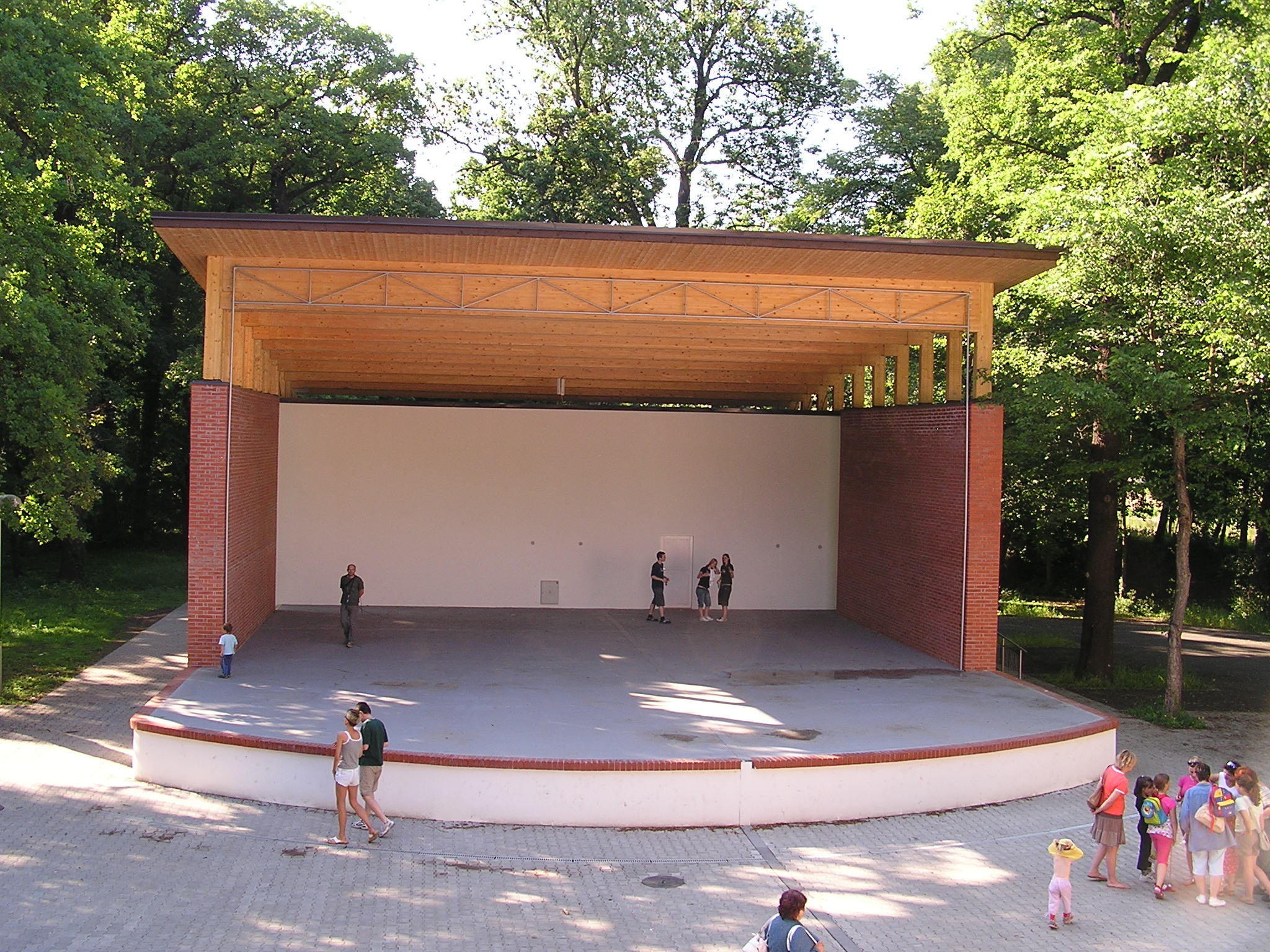
Jeviště amfiteátru
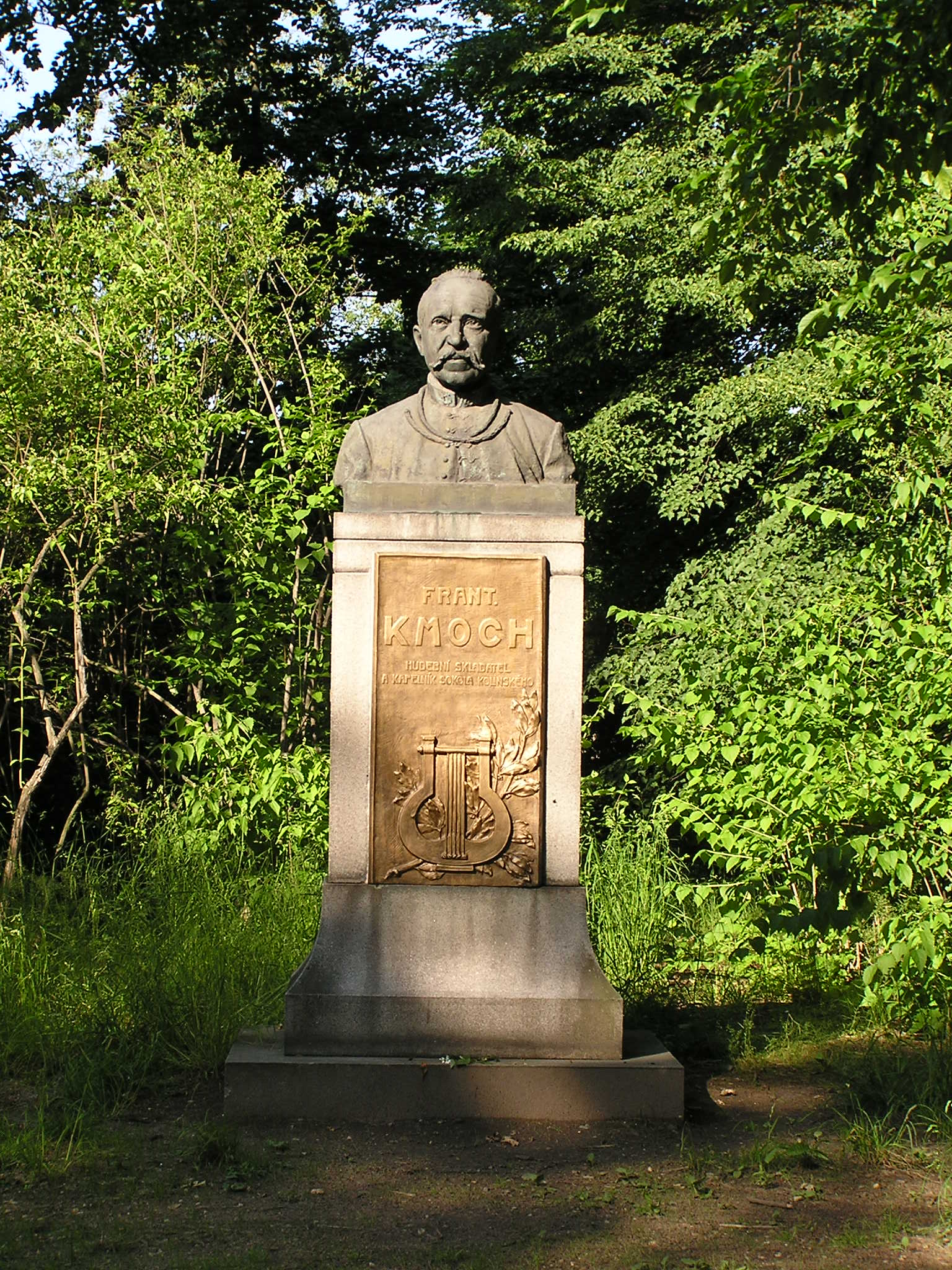
Busta Františka Kmocha
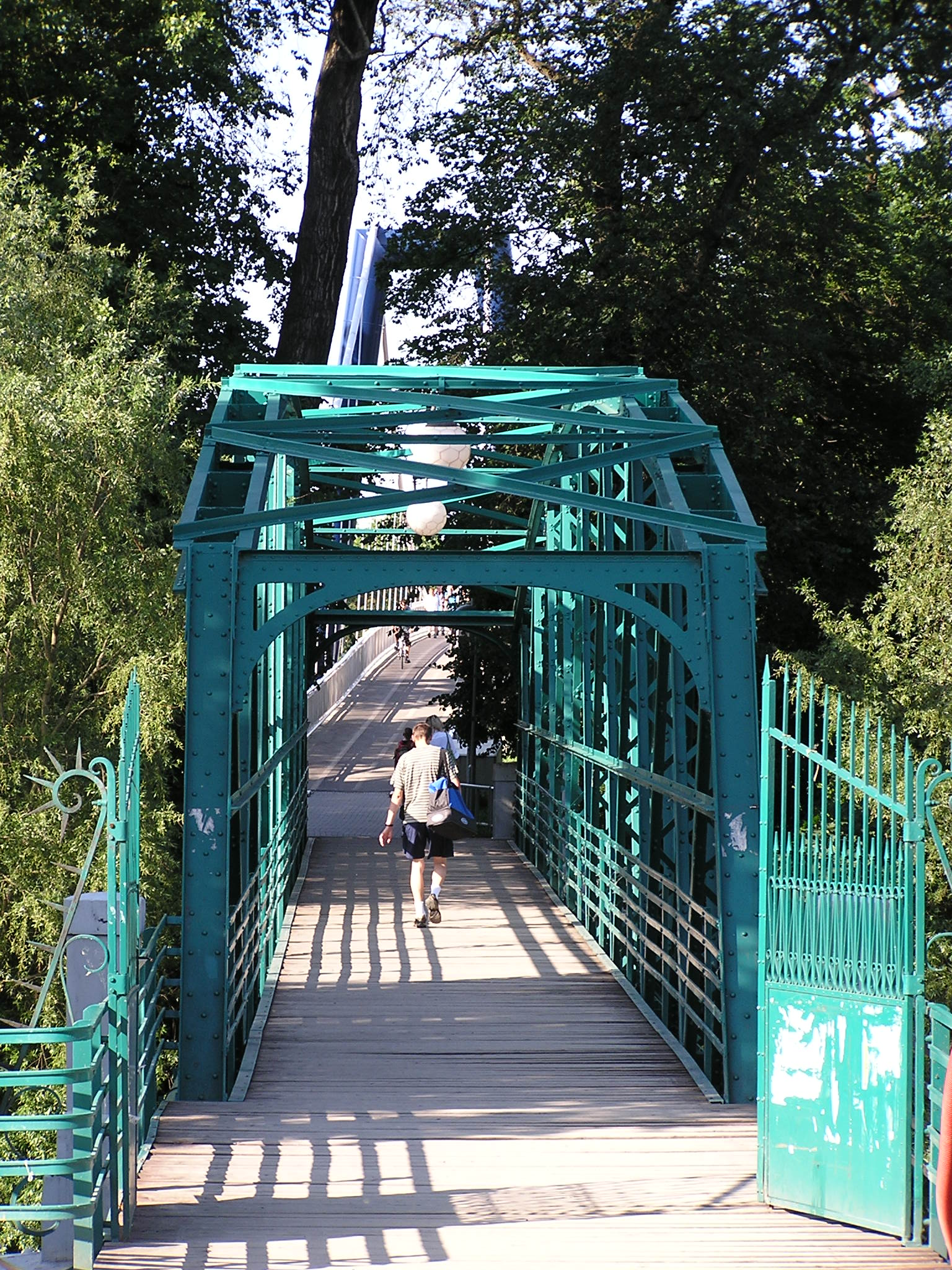
Přístup po staré lávce
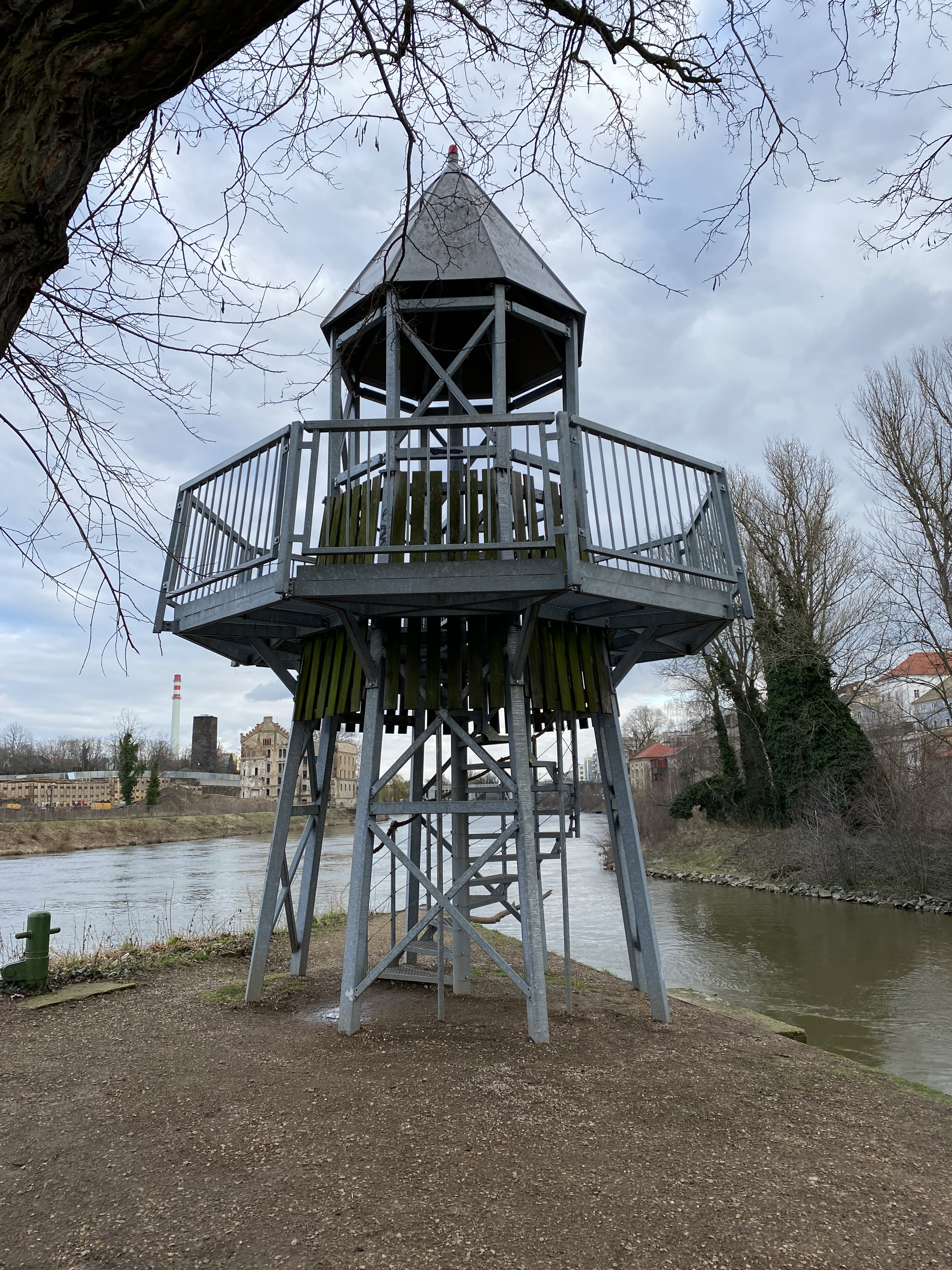
Rozhledna Maják